# Roberto Mantovani (attore)
Roberto Mantovani (Bologna, 30 settembre 1955) è un attore, attore teatrale e regista italiano.

## Biografia
Durante gli studi superiori si avvicina al Teatro e inizia a praticarlo.
Fonda il suo primo gruppo presso l'I.M.E.T. dell'Università di Bologna, e ne mostra il lavoro a Eugenio Barba.
Decide poi di trapiantare il gruppo fuori dall'Istituzione Accademica, nel contesto di un quartiere cittadino. 
Il Centro Roselle sarà la prima istanza teatrale bolognese a collaborare con i gruppi di Terzo Teatro italiani, invitando altresì esperienze internazionali per spettacoli e scambi di lavoro (Eugenio Barba e l'Odin Teatret, Yves Lebreton e il suo Théâtre de l'Arbre, Cesar Brie).
Laureatosi in Scienze Politiche, ramo Sociologico, con una Tesi sulla Sociologia del Teatro, ottiene una borsa di studio per il Dottorato all'Università di La Jolla (California, USA). Si trasferisce a Parigi, dove frequenta la Scuola di Mimo Corporale di Étienne Decroux. In seguito, entra nel Théâtre de l'Arbre di Yves Lebreton, portando spettacoli e laboratori sull'allenamento psicofisico in tutta Europa.
Frequenta il Progetto di Pedagogia Teatrale intitolato a Konstantin Sergeevič Stanislavskij presso il Centro di Ricerca e Sperimentazione Teatrale di Pontedera. Qui, per più di due anni, studia Tecniche e Teorie del Teatro con Maestri quali Rieszard Cieslak (con cui aveva già lavorato per diverso tempo a Venezia, insieme a Zygmund Molik, e a Milano), Marisa Fabbri, Jerzy Sthur e Andrzej Wajda; con Andrej Tarkovskij e Wim Wenders per l'Immagine; con Aldo Sisillo e Edda Dall'Orso per la Musica e il Canto; con Sergio Givone per l'Estetica; con Giorgio Kraiski per la Storia del Teatro dell'Ottocento e del Novecento, specie russo; con Giuliano Scabia per la Poesia.
In questo periodo, diventa il primo traduttore italiano dell'opera dell'attore russo Michail Cechov ("All'Attore", edizioni Casa Usher, Firenze, 1984). Terminata quest'esperienza, collabora alla fondazione e all'attività di Centri quali l'"Atelier della Costa Ovest" di Collesalvetti (LI) o "La Corte Ospitale" di Rubiera (RE) e recita per Teatri Stabili (Friuli-Venezia Giulia, Emilia-Romagna, Genova) e Compagnie (Carcano, Gruppo della Rocca, Krypton, Teatro Libero).
Incontra e collabora con personalità artistiche quali: Peter Stein, Jerzy Grotowski, Thierry Salmon, Maddalena Crippa, Paolo Pierazzini, Roberto Guicciardini, Michail M.Butkevic, Domenico Polidoro, Yuri Liubimov, Ennio Coltorti. 
In più, continua a frequentare e a imparare dai suoi Maestri, come Lebreton e Scabia.
Parallelamente, insegna in seminari autonomi o per Istituzioni (Regione Trentino, Sardegna, Toscana) e in corsi per Scuole quali l'Accademia nazionale d'arte drammatica di Roma, il Centro "la Cometa" di Roma, l'"Associazione Mimica" di Firenze, l'U.d.K. di Berlino, nei Teatri Stabili di Düsseldorf e Saarbrücken, al Serapions di Vienna, per Gruppi come il "Giocovita" di Piacenza, "Krypton" di Scandicci, "Origamundi" di Cagliari. Lavora anche nel cinema, con Pupi Avati e Sandro Baldoni, ed in televisione, e continua a tradurre testi sulla tecnica recitativa e registica.

## Teatrografia parziale

### Attore
- Il gabbiano - Čechov
- Una questione privata - Fenoglio
- La morsa - Pirandello
- Preparadise sorry now - Fassbinder
- Romolo il Grande - Dürrenmatt
- Le bourru bienfaisant - Goldoni
- Sogno (ma forse no) - Pirandello
- Notte d'incanto - Mrożek
- Il sogno di un uomo ridicolo - Dostoevskij
- La Signorina Else - Schnitzler
- La Sfinge - Hubay
- Teatro con boschi e animali - Scabia
- Tito Andronico - Shakespeare
- Il duello - Čechov
- La lavatrice - Spagnol
- Sganarello cornuto immaginario - Molière
- Le preziose ridicole - Molière
- Una città proletaria - Bigonciali
- Il Maratoneta - Scarpa
- Un poeta in fuga - Carifi
- Don Chisciotte o il sogno di Cervantes - Ansò/Barresi
- Histoire du soldat - Ramuz/Ambrosi
- Le ceneri del Che - Bigonciali
- L'ignorante e il pazzo - Bernhard
- Canto alla Durata - Handke
- Calderón (Pasolini) - Pasolini
- Il processo - Kafka/Polidoro
- Line - Horovitz
- SS 9 Ulysses on the road - Ballestrini/Brambilla
- Studio dal Pilade - Pasolini
- Il soccombente - Gargani da Thomas Bernhard
- Sant Oscar - Eagleton
- La Morte e la Fanciulla - Dorfman
- Il bicchiere della staffa - Pinter
- Un triestino d'Irlanda - Lacosegliaz
- Le nozze di Krecinskij - Sukovo/Kobylin
- Nathan il saggio - Lessing/D'Andrea
- Emigranti - Mrozek
- Molto rumore per nulla - Shakespeare
- Frag-mente infernali - Pasolini
- Napoleone a S. Elena - Brisville
- Amleto - Shakespeare
- Come vi piace - Shakespeare
- Piccola certezza - Luca Ricci
- Un'infermiera di nome Laura - Ewen Glass
- Va tutto storto - Olivier Lejeune
- Il mercante di Venezia - Shakespeare
- Tornerò prima di mezzanotte, scritto da Peter Colley. Diretto da Gianluca Ramazzotti, con Gianluca Ramazzotti, Miriam Mesturino, Daniela Scarlatti. Musiche di John Roby e Gianluca Attanasio. Teatro Erba, Torino.

## Filmografia

### Cinema
- Dichiarazioni d'amore - Pupi Avati
- Strane storie - Racconti di fine secolo - Sandro Baldoni
- Jack Frusciante è uscito dal gruppo - Enza Negroni
- Ravanello pallido - Costantino
- I bambini non sono pazienti - Dal Lago
- Un'infermiera di nome Laura - Viali

### Televisione
- Storia di un precario - Frasnedi - Rai 3
- Dolce Video - Baldi - Rai 2
- Riccardo Bacchelli - Frasnedi - Rai 3
- Il cetriolo americano - Avati - Rai 1
- Doppia identità - Rai 3
- L'undicesimo comandamento - Mediaset
- Edda Ciano - Capitani - Rai 2
- Il maresciallo Rocca - Capitani - Rai 2
- Nebbie e delitti - Di Donna - Rai
- Papa Luciani - Capitani - Rai
- Il mondo delle cose senza nome - Aristarco - Mediaset
- Il Custode - Harold Pinter - Antognelli - Rai
- Ricorda con rabbia - J.Osborne - Antognelli  - Rai
- Tutti i rumori del mondo - Aristarco - Rai 1
- La stella della porta accanto - Albano  - Rai 1
- Butta la luna 2 - Sindoni - Rai 1
- I Medici (Medici: Masters of Florence) - ep. 1x01-1x06
- Mike - Bonito - Rai 1 - ep. 2

## Premi e riconoscimenti
- Premio Vetrina ETI '93 per Il Maratoneta
- Premio Galilei  per l'interpretazione per Una città proletaria
- Premio Presidente della Repubblica  per Tito Andronico
- Primo premio al Festival Shakespeariano di Braünschweig per Tito Andronico
- Primo premio al Festival del Nuovo Cinema di New York per Strane storie - Racconti di fine secolo
- Nastro d'argento  al Festival di Venezia con il film Strane storie - Racconti di fine secolo
- Candidatura al premio Ubu  per Il sogno di un uomo ridicolo
- Candidatura al premio Ubu  per Notte d'incanto